# 7,62×54mm R

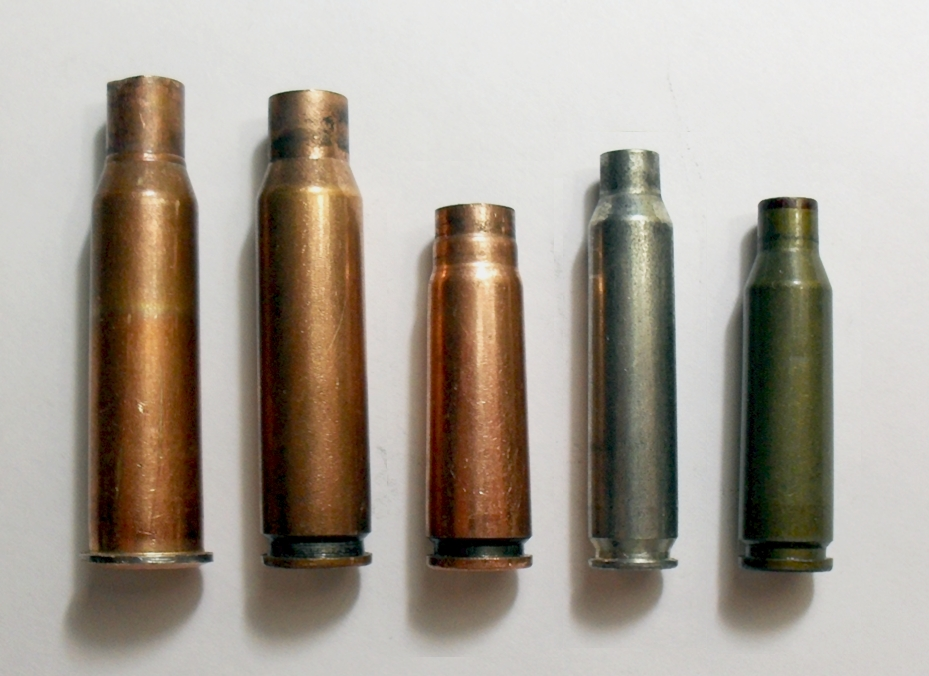
Vỏ của các loại đạn phổ biến (từ trái sang phải): 7.62×54mmR, 7.62×51mm NATO, 7.62×39mm, 5.56×45mm NATO, 5.45×39mm
.

7.62×54mmR là loại đạn súng trường do Đế quốc Nga phát triển và được giới thiệu như một loại đạn tiêu chuẩn vào năm 1891. Được thiết kế cho súng trường Mosin Nagant, nó được sử dụng trong thời kỳ Sa hoàng cuối và trong suốt thời Liên Xô. 7.62×54mmR là một  trong số ít những loại đạn vẫn được sử dụng trong quân sự và là một trong những loại đạn có tuổi thọ lâu nhất trên thế giới.
Khẩu Winchester Model 1895 của Mỹ cũng sử dụng đạn 7.62×54mmR theo hợp đồng với chính phủ Nga. 7.62×54mmR vẫn còn được sử dụng bởi quân đội Nga trong Dragunov SVD và nhiều khẩu súng bắn tỉa khác, cũng như một số loại súng máy đa năng hiện đại như súng máy PKM và PKP Pecheneg. Ban đầu, đạn được chỉ định là "Трехлинейный патрон образца 1891 года". Sau đó nó được biết đến rộng rãi dưới tên gọi "7.62мм винтовочный патрон" (đạn 7,62mm). Nhiều người vẫn tưởng chữ R trong 7.62×54mmR là Russia (Nga) nên thường gọi nó là "7.62mm Nga" (và vẫn thường được gọi là thông tục như vậy), nhưng thật ra, chữ R (7.62×54mmR) là viết tắt của từ rimmed (rãnh). Nó đôi khi bị nhầm lẫn với đạn "7.62 Liên Xô", loại đạn 7.62×39mm không vành được sử dụng trong súng trường CKC và họ AK (AK-47, AKM, AK-12, AEK-973).

Kích thước đạn 7.62×54mmR

7.62×54mmR là loại đạn lâu đời nhất vẫn còn được sử dụng trong một số lực lượng vũ trang lớn trên thế giới. Trong năm 2011, nó đã có 120 năm phục vụ. Tính đến tháng 12 năm 2013, 7.62×54mmR được sử dụng chủ yếu trong các súng bắn tỉa / súng trường thiện xạ như Dragunov SVD, SV-98 và súng máy như PKM. Do có tính năng tương tự như loại đạn .30-06 Springfield của Mỹ nên 7.62×54mmR thường được gọi là ".30-06 Russia".

## Danh sách các loại súng sử dụng đạn 7.62×54mmR

### Súng trường
- Súng trường Mosin.
- Winchester Model 1895 của Mỹ. Khoảng 300.000 khẩu được chế tạo cho quân đội Nga vào năm 1915-1916.
- AVB-7.62
- Dragunov SVD (bao gồm cả biến thể NDM-86 của Trung Quốc).
- Dragunov SVU (phiên bản được phát triển từ Dragunov SVD vào năm 1991).
- JS 7.62
- SVT-40.
- PSL
- Zastava M76
- Zastava M91
- Berkut-2M1
- IZH-18MH
- SV-98
- SVCh-308
- SVK
- Súng bắn tỉa Alejandro
- Molot Vepr
- MTs-13
- TsVR, Rekord, Rekord-1, Rekord CISM, KO-13.
- AVL
- AV
- TsVT
- CAVIM Catatumbo

### Súng máy
- Súng máy Garanin
- Degtyarov DP (DP-27, RP-46)
- DS-39
- GShG-7.62
- Hua Qing Minigun
- Súng máy Madsen
- PK
- PKP Pecheneg
- PM M1910
- Súng máy PV-1
- RP-46
- Savin–Norov
- SG-43 Goryunov
- Súng máy ShKAS
- Súng máy Kiểu 53/57
- Súng máy kiểu 67 và Súng máy Kiểu 80.
- Súng máy Kiểu 73
- Uk vz. 59
- Zastava M84